# Geavit Musa
Geavit Musa (n. 23 decembrie 1931, Palazu Mare, județul Constanța – d. 5 iulie 2010) a fost un fizician român, ales ca membru corespondent al Academiei Române (aprilie 2009).

## Biografie
S-a născut în Palazu Mare, Constanța, fiind fiul lui Șefket Musa Velulla, erou tătar martir al închisorilor comuniste și al lui Septar Sabrie.
A urmat cursurile Facultății de Fizică-Matematică a Universității din București, unde l-a avut profesor pe acad. Eugen Bădărău. A lucrat la Institutul de Fizică Atomică (IFA) din București de la avbsolvirea facultății și până în 2000, îndeplinind pentru o scurtă perioadă (19 aprilie 1997 - 19 martie 1998) funcția de director general.

## Lucrări publicate
- "Plasma și viitorul energeticii" (Ed. Științifică și Enciclopedică, București, 1979)